# التلفزيون البريطاني في 1975
هذه قائمة بالأحداث المتعلقة التي حدثت بالتلفزيون البريطاني منذ عام 1975.

## الأحداث

### يناير
- 2 يناير - عرض المسلسل الدرامي البوليسي The Sweeney على قناة ITV.
- 6 كانون الثاني (يناير) - بسبب التخفيضات المالية في هيئة الإذاعة البريطانية (بي بي سي)، قامت BBC1 بتقليص برامجها في وقت مبكر من أيام الأسبوع. وبالتالي، بصرف النظر عن البرامج المدرسية وتعليم الكبار والرياضة الحية، تعرض القناة الآن انتقالًا للاختبار التجاري بين الساعة 2 ظهرًا وبداية برامج الأطفال، وعندما لا تبث برامج فعلية، يبدأ BBC2 في الإغلاق بالكامل في أيام الأسبوع بين الساعة 11:30 صباحًا و 4 مساءً.
- 22 يناير - 26 فبراير - يتم عرض المسلسل الدرامي The Love School ، حول جماعة الإخوان المسلمين ما قبل الرفائيلية، على BBC2.

### فبراير
- لا أحداث.

### مارس
- مارس - بعد أقل من عامين على الهواء، تم إغلاق قناة بريستول.[1]

### أبريل
- 1 أبريل - رئيس وزراء إدوارد السابع ، مسلسل درامي، أنتجته ATV في 13 حلقة مدتها ساعة واحدة، واستناداً إلى سيرة إدوارد السابع بواسطة فيليب ماغنوس.
- 3 أبريل - تزوج ميج ريتشاردسون (نويل جوردون) من هيو مورتيمر (جون بنتلي) في أوبرا الصابون مفترق طرق .
- 4 أبريل - عرض سيت كوم The Good Life على BBC1 .

### مايو
- 31 مايو - Jim'll Fix It الظهور لأول مرة على BBC1.

### يونيو
- 11 يونيو - تم بث طيار من المسرحية الهزلية The Melting Pot ، من تأليف (وبطولة) سبايك ميليغان (مع نيل شاند)، على BBC2 . في العام التالي، تم تسجيل سلسلة كاملة من ست حلقات، لكن لم يتم بثها مطلقًا.

### يوليو
- لا أحداث.

### أغسطس
- لا أحداث.

### سبتمبر
- 19 سبتمبر - المسلسل الكوميدي Fawlty Towers لأول مرة على BBC2 .
- 25 سبتمبر - عرض تلفزيون يوركشاير أنيمال كواكرز ، النسخة البريطانية من المسلسل التلفزيوني الأمريكي The Banana Splits Adventure Hour (التي انتهت قبل ست سنوات تقريبًا) ولكنها أقصر ومختلفة كثيرًا عن النسخة الأمريكية. يتم بثه على الهواء لمدة 3 سلاسل.

### أكتوبر
- 28 أكتوبر - عرض فيلم جيمس بوند على التلفزيون البريطاني لأول مرة، دكتور نو على قناة آي تي في.[2]

### نوفمبر
- لا أحداث.

### ديسمبر
- 9 ديسمبر - الذكرى ال 15 للحلقة الأولى من شارع التتويج .
- 17 ديسمبر -
  - تم بث فيلم The Naked Civil Servant على التلفزيون البريطاني بفيلم The Naked Civil Servant ، الذي يستند إلى مذكرات كوينتين كريسب. الفيلم من بطولة جون هيرت في دور البطولة.
  - الحلقة الأخيرة من Till Death Us Do Part يتم بثها على BBC1.
- 25 ديسمبر - بث BBC1 العرض التلفزيوني البريطاني الأول لبوش كاسيدي وصندانس كيد من بطولة روبرت ريدفورد وبول نيومان كجزء من الأحداث البارزة في يوم عيد الميلاد.

## لأول مرة

### بي بي سي الأولى
- بي1 يناير - الحديقة السرية (1975)
- 5 يناير - بادينجتون (1975–1986)
- 6 يناير -
  - فيلبرت فروغ (1975)
  - المحاسبة العامة (1975–1978)
  - التغييرات (1975)
- 7 يناير - The Venturers (1975)
- 26 يناير - آن أفونليا (1975)
- 5 مارس - أنت وحدك (1975)
- 9 مارس - سيد بالانتراي (1975)
- 17 مارس - هونج كونج فوي (1974)
- 4 أبريل - The Good Life (1975–1978)
- 16 نيسان (أبريل) - الناجون (1975-1977)
- 2 مايو - الشؤون الخاصة (1975)
- 31 مايو - سوف يقوم جيم بإصلاحه (1975-1994)
- 11 يونيو - The Melting Pot (1975)
- 5 يوليو - سيسايد الخاصة (1975-1979)
- 14 يوليو - سيدتي المحترمة (1975)
- 27 يوليو - Zot the Dog (1975)
- 9 أغسطس - المشهد الرياضي (1975 إلى الوقت الحاضر)
- 26 أغسطس - ضربة النفط الشمالية (1975)
- 27 أغسطس - لم أكن أعرف أنك مهتم (1975-1979)
- 29 أغسطس - كويلر (1975)
- 1 سبتمبر - الملائكة (1975-1983)
- 2 سبتمبر - الآلام المتزايدة لجهاز الكمبيوتر بنروز (1975)
- 9 سبتمبر - العصابات (1975–1978)
- 11 سبتمبر - أيام الأمل (1975)
- 19 سبتمبر - أبراج فولتي (1975–1979)
- 5 أكتوبر -
  - أحذية الباليه (1975)
  - بولدارك (1975–1977)
  - الوحوش الصغيرة (1975–1978)
  - ميلتون المجهري (1975-1981)
  - مايا عسل النحل (1975-1976)
- 10 أكتوبر - بود (1975)
- 15 أكتوبر - كوبر (1975)
- 18 نوفمبر - شركة الإذاعة الإيمو (1975-1980)
- 23 نوفمبر - أسطورة روبن هود (1975)
- 25 نوفمبر - الدمية (1975)
- 4 ديسمبر - حالة الطوارئ (1975)
- 31 ديسمبر - مهاجم (1975)

### بي بي سي الثانية
- 22 يناير - بعد ذلك، هذا (1975)
- 22 يناير - مدرسة الحب (1975)
- 29 مارس - إرث (1975)
- 2 أبريل - الكفاح ضد العبودية (1975)
- 3 مايو - فتيات الوسائل النحيلة (1975)
- 12 مايو - تلفزيون روتلاند ويك إند (1975-1976)
- 24 مايو - البحث عن كلانسي (1975)
- 13 يونيو - عشرة من العشرينات (1975)
- 18 يونيو - تسمم تشارلز برافو (1975)
- 19 سبتمبر - فولتي تاورز (1975 ، 1979)
- 22 سبتمبر - مدام بوفاري (1975)
- 25 سبتمبر - صنع الوجوه (1975)
- 26 سبتمبر - عرض الغرب المتوحش (1975)
- 1 أكتوبر - الساحة (1975 إلى الوقت الحاضر)
- 21 نوفمبر - حكايات الثالوث (1975)
- 26 نوفمبر - مول فلاندرز (1975)
- 1 ديسمبر - الشمال والجنوب (1975)
- 21 ديسمبر - استعراض بانش (1975-1977)
- 29 ديسمبر - كيف كان الوادي أخضر (1975–1976)

### ITV
- 2 يناير - سويني (1975-1978)
- 4 يناير - استمر في الضحك (1975)
- 6 يناير - حياة رايلي (1975)
- 10 يناير - كلب فلاندرز (1975)
- 12 يناير - جوبي (1975)
- 14 يناير - نايتنجيلز بويز (1975)
- 15 يناير - كوميديا سيلا الستة (1975)
- 15 فبراير - الرجل المشنوق (1975)
- 19 مارس - The Wackers (1975)
- 24 مارس - نودي (1975)
- 1 أبريل - إدوارد السابع (1975)
- 7 أبريل - السماء (1975)
- 20 أبريل - الفائز يأخذ كل شيء (1975-1997)
- 21 أبريل - سادي، الجو بارد في الخارج (1975)
- 24 أبريل - سام والنهر (1975)
- 26 أبريل - Tarbuck وكل ذلك! (1975)
- 27 أبريل - دكتور على الطريق (1975-1977)
- 7 مايو - الوحيد (1975)
- 28 مايو - يجب أن تمزح! (1975–1976)
- 8 يونيو - حصار جولدن هيل (1975)
- 12 يونيو - داوسون ويكلي (1975)
- 3 يوليو - ثلاث كوميديا عن الزواج (1975)
- 13 يوليو - ضد الحشد (1975)
- 20 تموز (يوليو) - ساحات المشاهير (1975-1979 ، 1993-1997، 2014 حتى الآن)
- 23 يوليو - أسفل البوابة (1975–1976)
- 2 أغسطس - عرض الصيف (1975)
- 7 أغسطس - العرض الأول للكوميديا (1975)
- 8 أغسطس - حكم بريطانيا! (1975)
- 2 سبتمبر - Runaround (1975–1981 ، 1985–1986)
- 3 سبتمبر - الظلال (1975–1978)
- 4 سبتمبر - الفضاء: 1999 (1975–1978)
- 6 سبتمبر شركة Two's (1975–1979)
- 7 سبتمبر - حارس أخي (1975–1976)
- 8 سبتمبر -
  - ظهر هوغ (1975–1976)
  - ابني روبن (1975)
- 9 سبتمبر - ظلال جرين (1975-1976)
- 19 سبتمبر - لاري جرايسون (1975-1977)
- 25 سبتمبر - Animal Kwackers (1975–1978)
- 14 أكتوبر - الأزواج (1975–1976)
- 16 أكتوبر - احصل على بعض في! (1975–1978)
- 27 أكتوبر - الفالس الوقواق (1975-1980)
- 4 نوفمبر - الرجل القريب (1975)

## برامج تلفزيونية

### تغييرات الانتماء إلى الشبكة
| عروض         | انتقل من | انتقل الى                         |
| ------------ | -------- | --------------------------------- |
| ايفور المحرك | ITV      | بي بي سي وان </br> بي بي سي اثنان |

### العودة ذاك العام بعد انقطاع لمدة عام أو أكثر
- محرك إيفور (1959، 1975-1977)

## البرامج التلفزيونية المستمرة

### عشرينيات القرن الماضي
- بي بي سي ويمبلدون (1927-1939، 1946-2019، 2021 حتى الآن)

### الثلاثينيات
- سباق القوارب (1938-1939، 1946-2019)
- بي بي سي للكريكيت (1939، 1946-1999، 2020-2024)

### الأربعينيات
- تعال للرقص (1949-1998)

### الخمسينيات
- الأيام الخوالي (1953-1983)
- بانوراما (1953 حتى الآن)
- ديكسون دوك جرين (1955-1976)
- ممتاز جدا (1955-1984، 2020 إلى الوقت الحاضر)
- فرصة نوكس (1956-1978، 1987-1990)
- هذا الأسبوع (1956-1978، 1986-1992)
- مسرح الكرسي (1956-1974) [3]
- ماذا تقول الأوراق (1956-2008)
- السماء في الليل (1957 إلى الوقت الحاضر)
- بلو بيتر (1958 إلى الوقت الحاضر)
- المدرج (1958-2007)

### الستينيات
- شارع التتويج (1960 إلى الوقت الحاضر)
- أغاني التسبيح (1961 - حتى الآن)
- سيارات زي (1962-1978)
- سحر الحيوان (1962-1983)
- دكتور هو (1963-1989، 2005 حتى الآن)
- العالم في العمل (1963-1998)
- توب أوف ذا بوبس (1964-2006)
- مباراة اليوم (1964 حتى الآن)
- مفترق طرق (1964-1988، 2001-2003)
- مدرسة اللعب (1964-1988)
- السيد والسيدة (1964-1999، 2008-2010، 2012 حتى الآن)
- اتصل بي بلاف (1965-2005)
- عالم الرياضة (1965-1985)
- Jackanory (1965-1996، 2006 حتى الآن)
- سبورتس نايت (1965-1997)
- إنها ضربة قاضية (1966-1982، 1999-2001)
- برنامج المال (1966-2010)
- مسرح ITV (1967-1982)
- جيش أبي (1968-1977)
- العقعق (1968-1980)
- المباراة الكبيرة (1968-2002)
- على الصعيد الوطني (1969-1983)
- اختبار الشاشة (1969-1984)

### السبعينيات
- الأشياء الجيدة (1970-1982)
- خط أوندين (1971-1980)
- اختبار صافرة غراي القديمة (1971-1987)
- The Two Ronnies (1971–1987، 1991، 1996، 2005)
- أحب جارك (1972-1976)
- كلابيربورد (1972-1982)
- محكمة التاج (1972-1984)
- طاحونة بيبل آت ون (1972-1986)
- هل يتم خدمتك؟ (1972-1985)
- قوس قزح (1972-1992، 1994-1997)
- إميرديل (1972 حتى الآن)
- نيوزراوند (1972 حتى الآن)
- عطلة نهاية الأسبوع العالمية (1972-1988)
- بيبكينز (1973-1981)
- نحن الأبطال (1973-1987)
- آخر نبيذ الصيف (1973-2010)
- هكذا الحياة! (1973-1994)
- عصيدة (1974-1977)
- نادي Wheeltappers and Shunters الاجتماعي (1974-1977)
- Happy Ever After (1974–1978)
- ارتفاع الرطوبة (1974–1978)
- داخل هذه الجدران (1974-1978)
- انها ليست نصف حار أمي (1974-1981)
- تيسواس (1974–1982)
- أتمنى لو كنت هنا...؟ (1974-2003)

## إنتهت في عام 1975
- 16 مارس - الطلقة الذهبية (1967–1975)
- 31 مارس - حتى بومبي! (1969-1975 ، 1991-1992)
- 7 أبريل - بابليك آي (1965-1975)
- 12 أبريل - رجلي العجوز (1974-1975)
- 31 مايو - فيكي الفايكنج (1974-1975)
- 17 يونيو - النقيب بوغواش (1957–1975 ، 1997–2002)
- 23 يونيو - شعب تشرشل (1974–1975)
- 10 أغسطس - أعلى النموذج (1962-1975)
- 29 أغسطس - ليس على نيلك (1974–1975)
- 6 كانون الأول (ديسمبر) - لا تشرب الماء (1974-1975)
- 17 ديسمبر - حتى الموت نحن جزء (1965-1975)
- 21 ديسمبر - الطابق العلوي، الطابق السفلي (1971-1975 ، 2010-2012)

## حالات الوفاة
- 23 أبريل - ويليام هارتنيل، 67 عامًا، ممثل (دكتور هو).
- 18 أكتوبر - جراهام هابرفيلد، 33 عامًا، ممثل (شارع التتويج).